# Willi Worpitzky
Willi Worpitzky (Bielenberg, 25 agosto 1886 – Berlino, 30 ottobre 1953) è stato un calciatore tedesco.